# Walter Biering

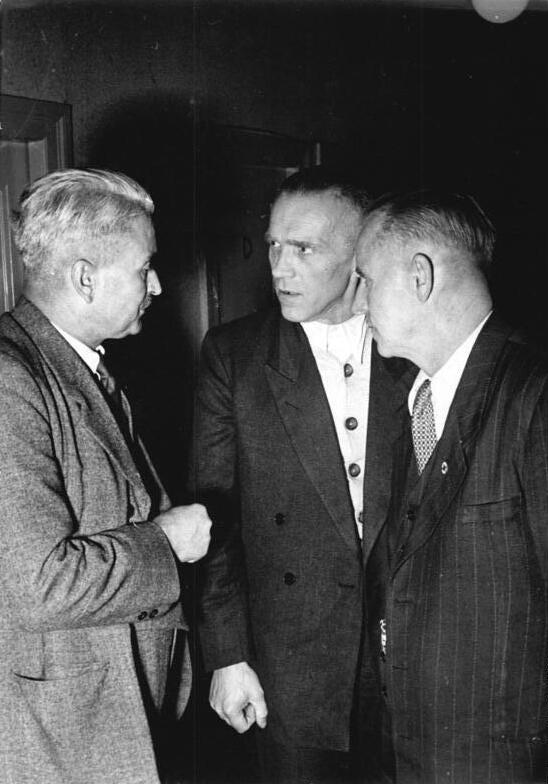
Biering (r.) mit Georg Lotz (l.) und Rudolf Lessig (1951)

Walter Biering (* 2. Dezember 1898 in Söhesten; † 20. April 1964) war ein deutscher SED-Funktionär. Er war Mitglied des Landtages von Sachsen-Anhalt in den Jahren 1946 bis 1950 und Abgeordneter der Volkskammer.

## Leben
Walter Biering wurde als Sohn eines Kleinbauern geboren und absolvierte nach der Schule von 1913 bis 1916 eine Maurerlehre. 1917 wurde er zum Kriegsdienst eingezogen und 1918 verwundet. Nach seiner Entlassung aus dem Lazarett kehrte Biering 1923 auf den elterlichen Hof zurück und wurde 1925 selbständiger Bauer. Biering saß wegen seiner politischen Tätigkeit 1933 für sieben Monate im KZ Sonnenburg ein und wurde 1944 erneut verhaftet. Seinen Lebensunterhalt verdiente er sich dabei mit seiner Bauernwirtschaft, welche er auch nach Kriegsende trotz seiner zunehmenden politischen Aktivitäten weiterführte. 1956 trat er in die LPG „Banner des Friedens“ Muschwitz ein und wurde Genossenschaftsbauer.

## Politik
Walter Biering beteiligte sich 1919 an einem Arbeiter- und Soldatenrat und wurde zunächst Mitglied der SPD. 1927 trat er zur KPD über und wurde sogleich Mitglied in der Leitung des KPD-Bezirks Halle. Biering wurde aufgrund seiner Tätigkeit Bauernreferent und begründete den Bund der kleinen Landwirte. Er war an der Ausarbeitung eines Bauernhilfsprogrammes der KPD beteiligt. 1929 gelang es ihm, ein Mandat im Provinziallandtag Sachsen für die KPD zu holen. Seine Partei vertrat er bis 1933 in diesem Parlament. Nach dem Gang in die politische Illegalität im Jahre 1933 blieb Biering trotz zweier Verhaftungen für seine Partei tätig.
Kurz nach Kriegsende beteiligte er sich an der Wiedergründung der KPD und dem Aufbau der neu geschaffenen Vereinigung der gegenseitigen Bauernhilfe (VdgB), zunächst in Sachsen-Anhalt. 1945 wurde er zum ersten VdgB-Landesvorsitzenden von Sachsen-Anhalt gewählt. Für diese Massenorganisation, die als einzige zu den Landtagswahlen von 1946 zugelassen wurde, konnte Biering eines von zwei Mandaten erringen. In der SED, deren Mitglied Biering durch Zwangsvereinigung wurde, gehörte er von 1946 bis 1950 dem Parteivorstand an, und war von 1950 bis 1963 Kandidat des Zentralkomitees der SED.
Seine Partei vertrat er ab 1949 zunächst als Abgeordneter im Zweiten Deutschen Volksrat, später bis zum Ende der 3. Wahlperiode 1963 als Abgeordneter in der Volkskammer. Biering gehörte von 1949 bis 1963 dem Zentralvorstand der VdgB an und war von 1954 bis 1963 ihr stellvertretender Vorsitzender. Von 1954 bis 1958 war er zudem Mitglied des Präsidiums des Nationalrates der Nationalen Front.

## Auszeichnungen
- 1956 Vaterländischer Verdienstorden in Silber
- 1958 und 1964 Orden Banner der Arbeit